# Catholicon (Jehan Lagadeuc)

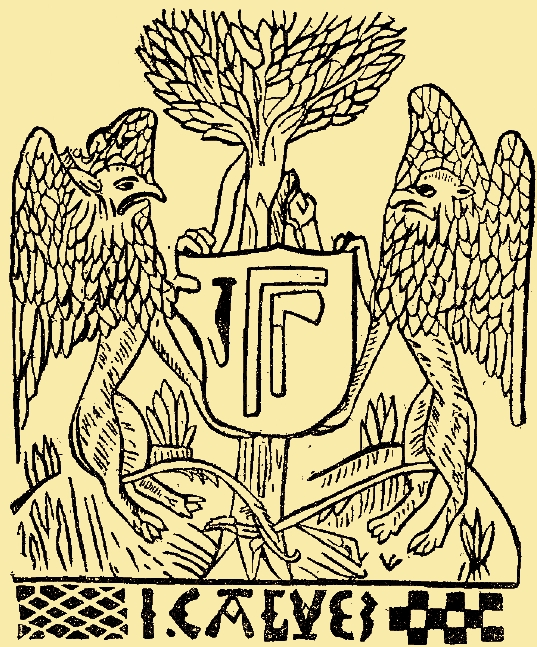
Signet des Druckers Jehan Calvez 1499

Das Catholicon ist ein bretonisch-französisch-lateinisches Wörterbuch. Es ist das erste Wörterbuch der bretonischen und auch der französischen Sprache. Es wurde bis 1464 von dem bretonischen Priester Jehan Lagadeuc verfasst, um bretonischsprachigen Priestern beim Erlernen des Lateinischen zu helfen, und 1499 in Tréguier gedruckt. Es ist auch ein wichtiges Zeugnis des Mittelbretonischen, also der Sprachstufe des Bretonischen vom 11. bis zum 17. Jahrhundert.
Ein Manuskript findet sich in der französischen Nationalbibliothek
in Paris unter der Signatur „Latin 7656“.

## Bibliographie
- Le Catholicon, Reproduktion der Ausgabe von Jehan Calvez (Original in Rennes) (5. November 1499), hrsg. von Christian-J. Guyonvarc'h, Éditions Ogam, Rennes (1975), Neuauflage bei éditions Armeline, Brest (2005)
- Catholicon de Jehan Lagadeuc, dictionnaire breton, français et latin, hrsg. von René-François Le Men, Éditions et impression Corfmat, Lorient (1867)
- Le vocabulaire breton du Catholicon (1499), le premier dictionnaire breton imprimé breton-français-latin de Jehan Lagadeuc, hrsg. von Gwennole Le Menn, Imprimerie Keltia Graphic, Edition Skol (Spézet), [= Bibliothèque bretonne 11 (2001)]